# Alexei Mishin
Alexei Nikolayevich Mishin (em russo:  Алексе́й Никола́евич Ми́шин; Sevastopol, RSS da Ucrânia, 8 de março de 1941) é um treinador e ex-patinador artístico russo, que competiu representando a União Soviética. Ele conquistou com Tamara Moskvina uma medalha de prata em campeonatos mundiais, uma medalha de prata e uma de bronze em campeonatos europeus e foi campeã do campeonato nacional soviético. Moskvina e Mishin disputaram os Jogos Olímpicos de Inverno de 1968, terminando na 5.ª posição.

## Principais resultados

### Duplas com Tamara Moskvina
| Jogos Olímpicos                                       |                   |                  | 5.º              |                   |  |  |  |  |  |  |  |  |  |  |  |
| Campeonato Mundial                                    |                   | 6.º              | 4.º              | Medalha de prata  |  |  |  |  |  |  |  |  |  |  |  |
| Campeonato Europeu                                    |                   | 6.º              | Medalha de prata | Medalha de bronze |  |  |  |  |  |  |  |  |  |  |  |
| Prize of Moscow News                                  |                   | Medalha de ouro  |                  | Medalha de ouro   |  |  |  |  |  |  |  |  |  |  |  |
| Universíada                                           | Medalha de bronze |                  |                  |                   |  |  |  |  |  |  |  |  |  |  |  |
| Nacional                                              |                   |                  |                  |                   |  |  |  |  |  |  |  |  |  |  |  |
| Campeonato Soviético                                  | Medalha de bronze | Medalha de prata | Medalha de prata | Medalha de ouro   |  |  |  |  |  |  |  |  |  |  |  |
|                                                       |                   |                  |                  |                   |  |  |  |  |  |  |  |  |  |  |  |
| Legenda: Competição não foi disputada nesta temporada |                   |                  |                  |                   |  |  |  |  |  |  |  |  |  |  |  |

### Individual masculino
| Campeonato Soviético | Medalha de bronze |  |  |  |  |  |  |  |  |  |  |  |  |  |  |
|                      |                   |  |  |  |  |  |  |  |  |  |  |  |  |  |  |